# Ernest Manning
Ernest Charles Manning (Carnduff (Saskatchewan), 20 september 1908 - Calgary (Alberta), 19 februari 1996) was een Canadees politicus en de 8e premier van de provincie Alberta tussen 1943 en 1968. Hij is hiermee de langst dienende premier van Alberta.
Manning begon zijn politieke loopbaan in 1935 toen hij voor de Social Credit Party of Alberta werd verkozen in de provinciale wetgevende vergadering van Alberta, de Legislative Assembly. Manning vertegenwoordigde een kiesdistrict in Calgary. Na minister van handel en industrie geweest te zijn in het kabinet van William Aberhart werd Manning in 1943 geïnstalleerd als premier na de dood van Aberhart.
Manning, wiens partij vooral op het platteland aanhang genoot, zou 7 opeenvolgende verkiezingsoverwinningen behalen tussen 1944 en 1967, veelal met overweldigende meerderheid. Gaandeweg echter zou de steeds groter wordende invloed die de twee grote steden van Alberta, Edmonton en Calgary, op de provinciale politiek begonnen uit te oefenen de Social Credit Party stemmen en zetels kosten. Na een kwart eeuw aan het roer van de provinciale regering kondigde Manning in 1968 zijn afscheid aan en werd hij als leider van de partij en dus ook premier opgevolgd door Harry Strom.
In 1970 werd Manning als eerste en enige vertegenwoordiger van de Social Credit Party lid van de Senaat te Ottawa, een positie die hij tot 1983 bekleedde. Mannings zoon Preston richtte later de Reform Party of Canada op.
Manning overleed op 19 februari 1996 te Calgary.